# Llei Azaña
Llei Azaña és el nom amb què es coneix popularment la Reforma militar de l'Exèrcit Español de 1931 iniciada pocs dies després de proclamés la Segona República Espanyola, i que va ser escomesa pel llavors Ministre de la Guerra, Manuel Azaña.

## Història
El 25 d'abril de 1931, Azaña va signar un decret -el primer de la sèrie- en virtut del qual tots els generals i la majoria dels oficials, tant en actiu com pertanyents a la reserva, podien passar, si ho desitjaven, a la segona reserva -pràcticament el retir- amb només presentar en els trenta dies següents una sol·licitud.
La reducció va ser un èxit i abans de finals d'any, la meitat dels oficials existents havien sol·licitat la passada a la segona reserva. L'objectiu de la reforma d'Azaña, a més d'alliberar els excedents d'oficials amb què comptava aleshores l'exèrcit, era aconseguir un exèrcit professional i apolític. En termes quantitatius: es va passar de 21.000 oficials a 8.000, de setze divisions es va passar a vuit i es van eliminar totes les Capitanies Generals, passant una cosa semblant amb els Tinents Generals (de disset a quatre) i Generals de Brigada i Divisió.
Amb data 6 de maig, Azaña va signar un decret que establia que els suboficials podien ascendir a oficials de complement mitjançant exàmens. Un mes més tard, Azaña va clausurar l'Acadèmia General de Saragossa, el director de la qual era Francisco Franco. Les reformes d'Azaña van crear un gran descontentament en la jerarquia militar, però de fet, els militars les van acceptar de forma disciplinada, fins i tot els anomenats "africanistes" que eren a qui més afectava.
Posteriorment, molts dels oficials afectats van participar activament en el cop militar que va precipitar la Guerra Civil Espanyola.

## Afectats
Alguns dels militars més rellevants que es van acollir a la Llei Azaña van ser:
- Francisco Gómez-Jordana Sousa
- Eloy Fernández Navamuel
- Adolfo Prada Vaquero
- Juan Vigón
- Germán Gil y Yuste
- José María Paternina Iturriagagoitia
- Luis Alarcón de la Lastra
- Luis Valdés Cavanilles
- Francisco Zubillaga y Reillo
- Jesús Teijeiro
- Rafael del Rosal Caro